# Mave
Mave ist ein spanischer Ort in der Provinz Palencia der Autonomen Gemeinschaft Kastilien und León. Die ehemals selbständige Gemeinde kam in den 1970er Jahren zu Aguilar de Campoo. Mave befindet sich neun Kilometer südlich vom Hauptort der Gemeinde.

## Sehenswürdigkeiten
- Gotische Kirche San Lorenzo
- Casa Palacio de Mave